# 喬丹 (密蘇里州)
喬丹（英語：Jordan）是位於美國密蘇里州希科里縣的非建制地區。

## 歷史
喬丹的郵局於1906年設立，其後於1955年停運。

## 地理
喬丹所處的海拔為高於海平面259米（即850英呎），而該地所採用的時區為UTC-6，即北美中部時區（CST）。同時該地設有夏令時間，為UTC-6調快一小時，即UTC-5（CDT）。